# Ставрівська сільська рада
Ста́врівська сільська́ ра́да — колишня адміністративно-територіальна одиниця та орган місцевого самоврядування у Окнянському районі Одеської області. Адміністративний центр — село Ставрове.

## Загальні відомості
- Територія ради: 62,92 км²
- Населення ради: 1 466 осіб (станом на 2001 рік)

## Населені пункти
Сільській раді підпорядковані населені пункти:
- с. Ставрове
- с. Василівка
- с. Дем'янівка
- с. Калістратівка
- с. Федорівка

## Населення
Згідно з переписом УРСР 1989 року чисельність наявного населення сільської ради становила 1592 особи, з яких 689 чоловіків та 903 жінки.
За переписом населення України 2001 року в сільській раді мешкали 1462 особи.

### Мова
Розподіл населення за рідною мовою за даними перепису 2001 року:
| Мова       | Відсоток |
| ---------- | -------- |
| українська | 89,90 %  |
| молдовська | 5,66 %   |
| російська  | 4,16 %   |
| білоруська | 0,14 %   |
| болгарська | 0,07 %   |
| гагаузька  | 0,07 %   |

## Склад ради
Рада складається з 16 депутатів та голови.
- Голова ради:

### Керівний склад попередніх скликань
| Прізвище, ім'я, по батькові | Основні відомості                                            | Дата обрання | Дата звільнення |
| --------------------------- | ------------------------------------------------------------ | ------------ | --------------- |
| Муренець Василь Миколайович | Сільський голова, 1951 року народження, член Партії регіонів | 26.03.2006   | 31.10.2010      |

Примітка: таблиця складена за даними сайту Верховної Ради України

### Депутати
За результатами місцевих виборів 2010 року депутатами ради стали:

#### За суб'єктами висування
| Суб'єкт висування            | Кількість обраних депутатів | %    |
| ---------------------------- | --------------------------- | ---- |
| Партія регіонів              | 6                           | 37,5 |
| Соціалістична партія України | 4                           | 25   |
| Народна партія               | 3                           | 18,8 |
| Самовисування                | 2                           | 12,5 |
| Аграрна партія України       | 1                           | 6,3  |

#### За округами
| № округу                     | Прізвище, ім'я, по батькові        | Дата визнання обраним | Освіта             | Партійна приналежність             | Відомості про обраного депутата                                                 |
| ---------------------------- | ---------------------------------- | --------------------- | ------------------ | ---------------------------------- | ------------------------------------------------------------------------------- |
| Аграрна партія України       |                                    |                       |                    |                                    |                                                                                 |
| 5                            | Логінський Олександр Володимирович | 07.11.2010            | вища               | член Аграрної партії України       | Ставрівська дільнична лікарня ветеринарної медицини, фельдшер                   |
| Народна Партія               |                                    |                       |                    |                                    |                                                                                 |
| 6                            | Деменчак Валентин Анатолійович     | 07.11.2010            | середня спеціальна | член Народної партії               | сільськогосподарський виробничий кооператив «Ставрівський», заступник бригадира |
| 9                            | Флора Анатолій Михайлович          | 07.11.2010            | вища               | член Народної партії               | сільськогосподарський виробничий кооператив «Ставрівський», завідувач млину     |
| 11                           | Мишенчук Валентина Юріївна         | 07.11.2010            | вища               | член Народної партії               | сільськогосподарський виробничий кооператив «Ставрівський», бригадир            |
| Партія регіонів              |                                    |                       |                    |                                    |                                                                                 |
| 1                            | Дворник Світлана Володимирівна     | 07.11.2010            | середня            | член Партії регіонів               | тимчасово не працює                                                             |
| 2                            | Ноур Валентина Григорівна          | 07.11.2010            | середня            | член Партії регіонів               | ЧП «Агропромсад», доярка                                                        |
| 4                            | Щур Тетяна Михайлівна              | 07.11.2010            | середня            | член Партії регіонів               | тимчасово не працює                                                             |
| 8                            | Бурдейна Наталя Вікторівна         | 07.11.2010            | вища               | член Партії регіонів               | Ставрівська загальноосвітня школа, вчитель                                      |
| 12                           | Рекачинська Євдокія Вікторівна     | 07.11.2010            | вища               | член Партії регіонів               | Ставрівська сільська рада, секретар                                             |
| 16                           | Полякова Людмила Миколаївна        | 07.11.2010            | середня            | член Партії регіонів               | сільськогосподарський виробничий кооператив «Ставрівський», робоча              |
| Соціалістична партія України |                                    |                       |                    |                                    |                                                                                 |
| 7                            | Каталюк Інна Володимирівна         | 07.11.2010            | середня спеціальна | член Соціалістичної партії України | Ставрівський будинок культури, директор                                         |
| 10                           | Дворник Катерина Іванівна          | 07.11.2010            | вища               | член Соціалістичної партії України | Ставрівська загальноосвітня школа, вчитель                                      |
| 13                           | Єлькіна Катерина Олександрівна     | 07.11.2010            | середня спеціальна | член Соціалістичної партії України | Ставрівська загальноосвітня школа, вчитель                                      |
| 15                           | Семенуха Тетяна Григорівна         | 07.11.2010            | середня спеціальна | член Соціалістичної партії України | ідентифікація тварин, агент                                                     |
| Самовисування                |                                    |                       |                    |                                    |                                                                                 |
| 3                            | Полякова Наталя Григорівна         | 07.11.2010            | середня спеціальна | позапартійна                       | Ставрівське поштове відділення зв'язку, листоноша                               |
| 14                           | Щур Надія Іванівна                 | 07.11.2010            | середня            | позапартійна                       | сільськогосподарський виробничий кооператив «Ставрівський», робоча              |